# Miss Farah
Miss Farah (arabischer Originaltitel: الآنسة فرح, DMG al-Ānisa Faraḥ) ist eine ägyptische Dramedy-Fernsehserie. Die Serie ist eine Adaption der US-amerikanischen Fernsehserie Jane the Virgin, die ihrerseits lose auf der venezolanischen Telenovela Juana la virgen von Perla Farías basiert. Produziert wird die Serie von 2019 bis einschließlich 2022 von S Productions für den Fernsehsender MBC 4. Die Erstausstrahlung erfolgte am 29. Dezember 2019 bei MBC4.
Im September 2021 wurde die Serie um eine fünfte und auch finale Staffel verlängert.

## Hintergrund
Miss Farah ist eine Adaption der US-amerikanischen Dramedy Jane the Virgin von Jennie Snyder Urman. Teilweise wurden Dialoge aus dem Original eins zu eins übersetzt und in die arabische Version übernommen. Die gleiche Strategie wurde von MBC4 und Shahid VIP bei der arabischsprachigen Adaption von Girlfriends' Guide to Divorce (The 45 Rules of Divorce) angewandt, die nicht über die erste Staffel hinauskam.

## Handlung
Die 23-jährige Studentin Farah will Autorin werden und arbeitet als Lehrkraftgehilfin. Sie ist noch Jungfrau. Von ihrer Großmutter hat sie gelernt: Telenovelas sind die beste Unterhaltung und man muss seine Jungfräulichkeit bewahren. Sie hält sich an diese Regel, weil sie nicht wie ihre Mutter Dalal schon so jung Mutter werden will. Ihr Verlobter Tareq, der bei der örtlichen Kriminalpolizei arbeitet, akzeptiert dies und ist bereit, bis zur Hochzeitsnacht mit dem Sex zu warten. Um finanziell über die Runden zu kommen, jobbt Farah in einem Hotel in Hurghada.
Auf einer Veranstaltung dieses Hotels trifft sie auf Shady, den sie vor fünf Jahren schon einmal getroffen und geküsst hatte. Am nächsten Tag hat Farah einen Termin bei ihrer Frauenärztin, um einen Abstrich nehmen zu lassen. Dr. Aliaa ist jedoch nicht ganz bei der Sache, da sie ihre Frau am Vorabend mit ihrer Affäre erwischt hatte, und verwechselt die Zimmernummern, weshalb Jane aus Versehen künstlich befruchtet wird, was sie jedoch nicht direkt mitbekommt, da sie kurz eingeschlafen ist. Wie sich zwei Wochen später herausstellt, ist Farah schwanger. Der Vater ist Shady, der Hotelerbe von vor fünf Jahren, der seinen Samen vor einer Chemotherapie hatte einfrieren lassen. Da Shady und seine Frau Nadine in einer Ehekrise stecken, wollte Nadine sich von Shadys Schwester, Dr. Aliaa, befruchten lassen. Farah muss sich entscheiden, ob sie das Kind behalten will oder nicht. Verkompliziert wird ihr Entscheidungsprozess durch die unterschiedlichen Interessen ihres Verlobten Tareq, des biologischen Vaters des Kindes und dessen Ehefrau Nadine.
Farah erfährt unterdessen auch von Nadines Affäre und berichtet dies Tareq, da sie deshalb beschließt, das Baby nicht Shady zu geben. Als sie allerdings herausfindet, dass Shady bereits über die Affäre Bescheid wusste, fühlt sie sich verletzt und trennt sich von ihm, da sie sich ursprünglich versprochen hatten, ehrlich zu sein. Am Abend trifft sie Shady, welcher sich über seine Gefühle für Farah klar geworden ist, und die beiden küssen sich.
Am Ende der ersten Staffel ist Farah Mutter eines Jungen geworden, den sie Farid nennt.

## Produktion
Ende Juni 2018 gab MBC4 bekannt, die US-amerikanischen Fernsehserie Jane the Virgin zu adaptieren. Eine Aufstockung der Episodenanzahl auf 22 Episoden erfolgte am 29. Dezember 2019. Im Januar 2020 wurde die Serie um eine zweite Staffel verlängert.

## Besetzung

### Hauptbesetzung
| Rollenname     | Schauspieler                 | Hauptrolle                      | Nebenrolle |
| -------------- | ---------------------------- | ------------------------------- | ---------- |
| Farah          | Asmaa Abulyazeid             | 1.01–5.22                       |            |
| Shady Wahdan   | Ahmed Magdy                  | 1.01–5.22                       |            |
| Tareq          | Mohammed Al Kilany           | 1.01–3.11, 5.01–5.07, 5.20–5.21 | 3.22, 4.22 |
| Dalal „Dida“   | Rania Youssef                | 1.01–5.22                       |            |
| Nadine / Anisa | Heba Abdel Aziz              | 1.01–5.22                       |            |
| Magda/Jojo     | Arfah Abdulrasool            | 1.01–5.22                       |            |
| Maged El Alfy  | Tamer Farag                  | 1.01–5.22                       |            |
| Erzähler       | George Azmy / Ahmed El Garhy | 1.01–2.22 / 3.01–5.22           |            |

### Nebenbesetzung
| Rollenname       | Schauspieler               | Nebenrolle |
| ---------------- | -------------------------- | ---------- |
| Young Farah      | Loggi                      | 1.01–4.06  |
| Myriam           | Hiba Dagher Mariam Mishref | 1.01–5.22  |
| Dr. Aliaa Wahdan | Mariam El Khosht           | 1.01–5.22  |

## Auszeichnungen und Nominierungen
Arab Drama Critics Awards
- 2022: Gewinner in der Kategorie Beste Comedyserie
- 2022: Gewinner in der Kategorie Beste Schauspielerin in einer Comedy-Serie für Asmaa Abulyazeid
- 2022: Gewinner in der Kategorie Beste Schauspielerin in einer zweiten Rolle für Rania Youssef

The Joy Awards
- 2022: Nominierung in der Kategorie Beste Serie – Komödie oder Musical
- 2022: Nominierung in der Kategorie Beste Serien-Hauptdarstellerin – Komödie oder Musical für Asmaa Abulyazeid

## Ausstrahlung
Die Erstausstrahlung begann am 29. Dezember 2019 auf dem Sender MBC 4. Die 110 Episoden der fünfte und letzte Staffeln (im Original auf 5 Staffeln verteilt) wurden bis Juni 2022 ausgestrahlt.
| Staffel | Episodenanzahl | Erstausstrahlung Ägypten | Erstausstrahlung Ägypten |
| Staffel | Episodenanzahl | Staffelpremiere          | Staffelfinale            |
| ------- | -------------- | ------------------------ | ------------------------ |
| 1       | 22             | 29. Dezember 2019        | 27. Januar 2020          |
| 2       | 22             | 15. November 2020        | 14. Dezember 2020        |
| 3       | 22             | 8. März 2021             | 6. April 2021            |
| 4       | 22             | 30. Oktober 2021         | 28. November 2021        |
| 5       | 22             | 8. Mai 2022              | 5. Juni 2022             |

## Musik

### Soundtrack
Am 5. Oktober 2020 erschien zeitgleich zur Veröffentlichung des Serie in den Soundtrack Al Anesa Farah (Music from the Original TV Series). Es enthält unter anderem die Singles Ya Lil (Ramage), Ahwak (Abu) und Al Farah (Ya Bakhta Biya) (Asmaa Abulyazeid und Mohammed Al Kilany).
Die folgende Tabelle enthält sämtliche Lieder, die im Verlauf der Serie gespielt wurden:
| Nr. Staffel | Nr. Folge | Folge                  | Titel                     | Interpret                             | Single | Musik- video |
| ----------- | --------- | ---------------------- | ------------------------- | ------------------------------------- | ------ | ------------ |
| 1           | 1         | Kapitel eins           | Ya Lil                    | Ramage                                | Nein   | Nein         |
| 1           | 6         | Kapitel sechs          | Ya Lil                    | Ramage                                | Ja     | Ja           |
| 1           | 16        | Kapitel sechzehn       | Ahwak                     | Abu                                   | Ja     | Ja           |
| 2           | 44        | Kapitel vierundvierzig | Al Farah (Ya Bakhta Biya) | Asmaa Abulyazeid & Mohammed Al Kilany | Ja     | Ja           |

## Trackliste
1. Ya Lil – Ramage
2. Ahwak – Abu
3. Al Farah (Ya Bakhta Biya) – Asmaa Abulyazeid & Mohammed Al Kilany